# خالد بن يزيد البغدادي
أبو الهيثم خالد بن يزيد التميمي البغدادي (؟ - 269 هـ/882م أو 883م) كاتب وشاعر عربي من العصر العباسي الأول.

## سيرته
عاش خالد بن يزيد في مدينة بغداد، وتعود أصول أسرته إلى خراسان، ولا يُعرَف عن نشأته أو تاريخ ميلاده، وانضم في خلافة المعتصم إلى الجيش العباسي، وعمل في بعض الثغور كاتباً، وعندما تولَّى محمد بن عبد الملك الزيات الوزارة أخرجه من بغداد وكلَّفه العملَ في مناطقَ نائيةٍ في أقاصي البلاد، فأصيب هناك بالجنون، وظلَّ مختلَّ العقل حتى وفاته في 262هـ في بغداد، بعدما عُمِّر طويلًا. اشتَهَر خالد بن يزيد في خلافة الرشيد والمعتصم شاعرًا، ودخل في سجالات شعرية مع أبي تمام والبحتري.

## شعره
خالد بن يزيد البغدادي من الشعراء المُحدِّثين، وامتاز شعره بالعذوبة والرقة، أغلب شعره مقطوعات قصيرة، معظمها في الغزل، وله أشعار في الهجاء والمجون. بلغ ديوانه مئتي ورقة، وفي العصر الحديث اعتنى بشعره محمد لقمان الأعظمي، وحقَّق ديوانه في رسالة ماجستير قدمها إلى جامعة القاهرة في عام 1966، ونُشِر ديوانه بتحقيق يونس السامرائي في بغداد في عام 1981، وفي 2006 صدر ديوانه في دمشق بتحقيق كارين صادر.